# تيم أوهلبريتشت
تيم أوهلبريتشت (بالألمانية: Tim Ohlbrecht) مواليد 30 أغسطس 1988 في فوبرتال، هو لاعب كرة سلة محترف ألماني بدأ مسيرته الاحترافية في سنة 2005 يلعب في دوري اتحاد في تي بي كلاعب وسط ويحمل الرقم 8. يبلغ طوله 6 قدم 11 بوصة (2.1 م). مثّل منتخب بلاده. شارك في مسابقة كرة السلة في الألعاب الأولمبية الصيفية.

## فرق لعب لها
- بروس باسكتس
- تليكوم باسكتس بون
- سكايلاينرز فرانكفورت
- هيوستن روكتس

## إحصائيات المسيرة

### الموسم الاعتيادي
| السنة   | الفريق       | لعب | بدأ | دقيقة | ميداني% | ثلاثية | حرة   | ارتداد | صنع | استلاب | تصدي | نقطة |
| ------- | ------------ | --- | --- | ----- | ------- | ------ | ----- | ------ | --- | ------ | ---- | ---- |
| 2013–14 | هيوستن روكتس | 3   | 0   | 3.9   | .333    | –      | 1.000 | .3     | .3  | .3     | .0   | 1.0  |
| المسيرة | المسيرة      | 3   | 0   | 3.9   | .333    | –      | 1.000 | .3     | .3  | .3     | .0   | 1.0  |

## روابط خارجية
- تيم أوهلبريتشت على موقع الاتحاد الدولي لكرة السلة (الإنجليزية)
- تيم أوهلبريتشت على موقع الدوري الأوروبي لكرة السلة (الإنجليزية)
- تيم أوهلبريتشت على موقع إن بي أي (الإنجليزية)
- تيم أوهلبريتشت على موقع سبورتس رفرنس (الإنجليزية)
- تيم أوهلبريتشت على موقع كرة السلة الأوروبية.كوم (الإنجليزية)
- تيم أوهلبريتشت على موقع ريلجم (الإنجليزية)
- تيم أوهلبريتشت على موقع بروبوليرز (الإنجليزية)
- تيم أوهلبريتشت على موقع سبورتس رفرنس (الإنجليزية)
- تيم أوهلبريتشت على موقع سبورتس رفرنس (الإنجليزية)
- تيم أوهلبريتشت على موقع أوليمبيديا (الإنجليزية)